# Claude Schnaidt
Claude Schnaidt (Ginebra, 23 de junio de 1931-París, 22 de marzo de 2007) fue un arquitecto, profesor e investigador franco-suizo perteneciente a la Escuela de Ulm.

## Biografía
Entre 1946 y 1953, Claude Schnaidt realizó sus estudios de arquitectura en la Escuela de Artes y Oficios de Ginebra y en la Universidad de Ginebra. Luego, entre 1954 y 1958, estudió en la Escuela de Ulm, donde se graduó en Construcción de Edificios en 1958. En 1962 commenzó a impartir clases en la escuela en la que se graduó, hasta el cierre de la misma en 1968, y donde llegó a ser director del departamento de Construcción (a partir de 1966) y vicedirector.
En 1968 colaboró en la creación del Institut de l’Environnement (Instituto del Medio Ambiente) de París, impulsado por el Ministerio de la Cultura francés, que cerró sus puertas apenas tres años más tarde, en 1971. En 1969 se mudó a París, donde trabajó como profesor en la Unité Pédagogique l'Architecture n.1 en l’Ecole d'Architecture de París-Villeminque (en la cual ocupó una cátedra hasta los años 1990) y también dio conferencias en la Escuela nacional superior de las artes decorativas y en la Escuela Nacional de Obras Públicas del Estado (ENTPE, por sus siglas en francés). 
Sus estudios e investigaciones estaban centradas en el funcionalismo, la escuela Bauhaus, la historia de la arquitectura moderna, las tipologías de vivienda y las metodologías de diseño.